# Смирнов, Аполлон Иванович
Аполло́н Ива́нович Смирно́в (13 октября [25 октября] 1838 — 20 апреля [2 мая] 1902) —  историк, философ и логик.

## Биография
Родился в Княгинине Нижегородской губернии, в семье священника.
Учился в Нижегородской духовной семинарии (1852—1858). Как вспоминал А. Л. Катанский, Смирнов окончил курс «в числе последних студентов, 13-м (так низко он окончил отчасти потому, что мало занимался своим делом, отчасти за поведение). <…> Замеченный ещё в семинарии в нетрезвом поведении, он продолжал вести такую же жизнь и по окончании семинарского курса. <…> На его счастье, обратила на него внимание гувернантка одного помещика. <…> Рассказывали, что, встретившись как-то раз с А. И. С-м, она неожиданно вступила с ним в разговор и начала говорить на тему о том, как не стыдно ему, как она слышала, такому даровитому человеку, так вести себя. Её слова так подействовали на него, что он перестал пить, познакомился с ней, женился, поступил в Казанский университет».
Блестяще окончив в 1870 году историко-филологический факультет Казанского университета, он был оставлен при нём на кафедре философии. Доцент (1873), ординарный профессор (1881), заслуженный профессор (1898), декан историко-филологического факультета (1897).
Научные интересы Смирнова лежали в области истории средневековой коммуны, истории философии, этики и эстетики. В 1873 году в Варшавском университете он защитил магистерскую диссертацию «Коммуна средневековой Франции северной полосы и центральной в связи с ростом третьего сословия», в том же году она была опубликована издательством Казанского университета как монография. В ней на основе тщательного анализа большого числа средневековых документов прослеживает драматическую историю борьбы объединившихся горожан против угнетения привилегированными сословиями (светскими и духовными феодалами) на примере коммун Амьена и Реймса.  В 1880 году защитил уже докторскую диссертацию "Английские моралисты XVII столетия: Историко-критическое обозрение главнейших теорий нравственности в английской философии, от Бэкона и Гоббса до наших дней" в Казанском Императорском университете. Особо глубоко анализировал специфику английской философии и этики, начиная с Ф.Бэкона и Т. Гоббса. В Казанском университете читал годовой курс по философии Канта. Одним из первых философов России обратил пристальное внимание на развитие математической логики и настаивал на обязательности знакомства философов с работами Джорджа Буля, Уильяма С. Джевонса и других. Смирнов склонялся к эмпирическому истолкованию законов логики. Он считал задачей общей теории эстетики изучение того, «что такое красота и что такое чувство красоты, какие предметы, факты, отношения признаются красивыми и какие физиологические и психологические процессы в нас самих соответствуют этим вещам или вызываются ими». Излагая эстетическую теорию музыки, он указывал, что в действие на нас музыки входит, с одной стороны, чисто физиологический элемент — возбуждение нервной системы, а через неё и мускульной и сосудистой, а с другой — психологический элемент, как чисто чувственного характера, так и умственного и особенно эмоционального.

## Сочинения
- Коммуна средневековой Франции. Северной полосы и центральной в связи с политическим ростом третьего сословия.. — Варшава: Типография варшавского учебного округа № 487, 1873.
- О сознании и бессознательных духовных явлениях. — Казань, 1875.
- Механическое мировоззрение и психическая жизнь. — Казань, 1877.
- Английские моралисты. — Казань, 1880.
- Об аксиомах геометрии, в связи с учением негеометров о пространстве разных форм и многих измерений. — Казань, 1884.
- Эстетическое значение формы в произведениях природы и искусства. — Казань, 1894.
- Эстетика как наука о прекрасном в природе и искусстве. Физиологические и психологические основания красоты и их приложение к эстетической теории музыки и живописи. Вып.1—2. — Казань, 1894—1900.
- Публичные лекции по философии наук. Основные понятия и методы наук физико-математических. — Казань, 1896.
- О воспитании чувств. — Казань, 1902.                            *Философия Беркли. Исторический и критический очерк|оригинал=|ссылка=https://viewer.rusneb.ru/ru/rsl01003603417?